# 日高港
日高港（ひだかこう）は、和歌山県御坊市と美浜町またがる港湾である。1950年（昭和25年）に港湾法に基き地方港湾に指定、1983年（昭和58年）10月4日に重要港湾に指定される。港湾管理者は和歌山県。また、和歌山県によって補完港(防災拠点港)に指定されている。

## 概要
日高港は日高川河口部に位置し、古くから日高川の川船との連絡の為の船着場として栄え、明治から昭和初期にかけては紀州航路の寄港地として利用される。日高港には御坊市周辺の主要産業である製材業が集まり機帆船による二次輸送で外国産木材を供給するなど、紀中地域の経済の要となっていた。
もともとの日高港は、日高川支流である西川河口部に船着場（西川地区）が設けられ、周辺には木材店や工場が集まっていた。しかし、水深が3.5mと浅く小型船（199GT）による海上二次輸送を余儀なくされ、後背地は狭隘で荷捌きが非効率になっていた。この問題を解決するため、1983年（昭和58年）10月に重要港湾に指定され、同年12月には港湾計画が策定、これにより大規模な港湾機能の拡大工事が始まる事となる。
計画としては、日高川河口の南側に塩屋地区が区画され1998年（平成10年）5月に工事が開始され、2003年（平成15年）7月に埋立工事が、2004年（平成16年）3月に道路・埠頭などが完成し、同年4月24日に供用が開始された。また、1996年（平成8年）3月には湯浅御坊道路の御坊ICが供用を開始し京阪神方面への自動車交通の便が向上し、2008年（平成20年）11月には農林水産省から植物防疫港に指定される。それまで検疫のため輸入木材を積んだ船舶は阪南港や徳島小松島港および尾道糸崎港を経由していたが、これにより時間ロスが短縮できコスト削減に寄与するとされ、紀中地域の物流拠点としての発展が見込まれる。
港一帯は平成29年11⽉19⽇にみなとオアシスの登録をしていて、日高港新エネルギーパーク（EEパーク）を代表施設とするみなとオアシスごぼうとして観光・情報発信拠点ともなっている。

## 沿革
- 1929年（昭和4年） - 内務省により港湾として指定を受ける。
- 1950年（昭和25年） - 港湾法により地方港湾に指定される。
- 1980年（昭和55年） - 関西電力御坊発電所埋立て造成に着手する。
- 1982年（昭和57年） - 御坊発電所が完成。
- 1983年（昭和58年）

10月4日 - 重要港湾に指定される。
12月 - 新規港湾計画が決定。
- 1985年（昭和60年） - 関西電力御坊発電所が操業開始。
- 1993年（平成5年） - 港湾計画が一部変更される。
- 1997年（平成9年） - 港湾計画が改定される。
- 1998年（平成10年） - 第1期計画が着工する。
- 2003年（平成15年）7月 - 埋立竣工する。
- 2004年（平成16年）4月24日 - 第1期計画の暫定供用開始。
- 2008年（平成20年） - 植物防疫港に指定される。

### 港区
西川地区
従来どおり木材関連の船だまりとしての機能を持つ地区
浜ノ瀬地区（美浜町内）
主に漁港として、船だまりの機能を持つ地区
塩屋地区
3万トン船に対応した埠頭と多目的国際ターミナルを設け、生産物流の拠点として、かつ漁港としての機能を持つ地区
塩屋名田沖地区
火力発電所を中心としたエネルギー関連地区
名田地区
水産・レクリエーション地区

### 港湾区域
壁川崎三角点（37.8m、北緯33度50分34秒東経135度十分4秒）から252度2,238mの地点まで引いた線、同地点から343度3,703mの地点まで引いた線、同地点から48度に引いた線及び陸岸により囲まれた海面並びに日高川天田橋、西川西川大橋及び西川小橋各下流の河川水面。ただし、港湾法に基づき指定された塩屋漁港、駿井戸漁港及び広芝漁港の区域は除く。

## 施設
- 御坊発電所
- 日高港新エネルギーパーク「EEパーク」

企業
- 嶋造船
- 紀和産業

## 付近の交通
- 西御坊駅紀州鉄道線 西御坊駅
- 湯浅御坊道路 御坊IC
- 国道42号/国道425号
- 和歌山県道186号日高港線